# Município de Twin (condado de Darke, Ohio)
O município de Twin (em inglês: Twin Township) é um município localizado no condado de Darke no estado estadounidense de Ohio. No ano de 2010 tinha uma população de 4.060 habitantes e uma densidade populacional de 53,89 pessoas por km².

## Geografia
O município de Twin encontra-se localizado nas coordenadas 39° 58′ 03″ N, 84° 32′ 42″ O. Segundo a Departamento do Censo dos Estados Unidos, o município tem uma superfície total de 75.33 km², da qual 75,16 km² correspondem a terra firme e (0,24 %) 0,18 km² é água.

## Demografia
Segundo o censo de 2010, tinha 4.060 habitantes residindo no município de Twin. A densidade populacional era de 53,89 hab./km². Dos 4.060 habitantes, o município de Twin estava composto pelo 98,72 % brancos, o 0,15 % eram afroamericanos, o 0,17 % eram amerindios, o 0,12 % eram asiáticos, o 0,1 % eram de outras raças e o 0,74 % eram de uma mistura de raças. Do total da população o 0,74 % eram hispanos ou latinos de qualquer raça.